# Coenosia brachyodactyla
Coenosia brachyodactyla este o specie de muște din genul Coenosia, familia Muscidae, descrisă de Feng și Xue în anul 1997. Conform Catalogue of Life specia Coenosia brachyodactyla nu are subspecii cunoscute.